# Neşfī
Neşfī (persiska: Nasabī, نصفی) är en ort i Iran.   Den ligger i provinsen Gilan, i den nordvästra delen av landet, 210 km nordväst om huvudstaden Teheran. Neşfī ligger 453 meter över havet och antalet invånare är 595.
Terrängen runt Neşfī är kuperad åt nordost, men åt sydväst är den bergig. Terrängen runt Neşfī sluttar norrut.Runt Neşfī är det ganska glesbefolkat, med 45 invånare per kvadratkilometer. Närmaste större samhälle är Rostamābād, 5,9 km norr om Neşfī. I omgivningarna runt Neşfī växer i huvudsak blandskog.